# Windows Live Photo Gallery
 (septembre 2020).
Si vous disposez d'ouvrages ou d'articles de référence ou si vous connaissez des sites web de qualité traitant du thème abordé ici, merci de compléter l'article en donnant les références utiles à sa vérifiabilité et en les liant à la section « Notes et références ».
Windows Live Photo Gallery est une application de partage de photographies partie intégrante des services Windows Live de  Microsoft. C'est une amélioration de Windows Photo Gallery, une application partie intégrante de Windows Vista. 
L'application a été intégrée dans la suite Windows Live Essentials. Windows Live Photo Gallery 2011 (partie intégrante de Windows Live Essentials 2011) a été diffusé au public le 30 septembre 2010, et expose de nouvelles fonctionnalités comme notamment la reconnaissance des visages, géotag et la réduction du bruit graphique.

## Fonctionnalités
Windows Live Photo Gallery permet de gérer et taguer des photos digitalisées. Il permet également le partage des photos en les chargeant par le biais de Windows Live Photos et Flickr. Il a également la possibilité de charger des photos sur des réseaux sociaux comme Facebook. Windows Live Photo Gallery est également requis pour télécharger des photos en haute résolution et des albums en provenance de Windows Live Spaces. Cependant, il ne possède pas de possibilité de visionner des images en gif..
Windows Live Photo Gallery inclut toutes les fonctionnalités de Windows Photo Gallery dans Windows Vista. Comme pour Windows Photo Gallery, Windows Live Photo Gallery peut stocker des images en format de métadonnées XMP.